# Splendrillia kingmai
Splendrillia kingmai is een slakkensoort uit de familie van de Drilliidae. De wetenschappelijke naam van de soort is voor het eerst geldig gepubliceerd in 1965 door Marwick.